# A hétfő szombaton kezdődik
A hétfő szombaton kezdődik (oroszul: Понедельник начинается в субботу) Arkagyij és Borisz Sztrugackij szovjet (orosz) írók 1965-ben megjelent humoros, szatirikus fantasztikus regénye. Ezzel a regényükkel kerültek be a nemzetközi sci-fi élvonalába.
A mű megjelenésekor a Szovjetunióban a fantasy műfaja formálisan nem létezett, ezért belefoglalták a tudományos fantasztikus irodalomba. A regény az 1960-as évek szovjet utópiájának egyik legkülönlegesebb megtestesülése. A szerzők azon álmának művészi megvalósítása, hogy egy modern, tehetséges ember a tudományos kreativitásra és az univerzum titkainak megismerésére koncentráljon, ne a hivatali bürokrácia útvesztőiben bolyongjon. A szatirikus motívumok jelentős szerepet játszanak a történetben, ezzel az opportunistákat, a bürokratákat és az áltudományok gazembereit teszik nevetségessé.
Önálló kötetként Magyarországon 2012-ben jelent meg a Metropolis Media Galaktika Fantasztikus Könyvek sorozatában.

## A regény címének eredete
Borisz Sztrugackijt munkahelyén, a pulkovói obszervatóriumban az 1960-as évek elején megtréfálta jó ismerőse, Natasa Szvencickaja. Azt állította, hogy megjelent Ernest Hemingway legújabb könyve, A hétfő szombaton kezdődik, és a Leningrádi Könyvesházban kerül bemutatásra. Borisz természetesen azonnal több példányt is meg akart vásárolni a (nem létező) kötetből. A Natasa által létrehozott mondatot Sztrugackijék megkedvelték a mély aforizmusa miatt, és a néhány évvel később megszületett regényüknek ezt a címet választották.

## Történet
A történet három részből áll: Hűhó a dívány körül, Hiúságok hiúsága, Mindenféle hűhó. Az első rész bevezető, előkészítő szerepet tölt be, a második szatirikus és polemikus jellegű, a harmadik a tudományos kreativitás természetének feltárására törekszik, valamint arra, hogy a képzelet és gondolkodás képessége milyen fontos szerepet játszik az életben.
Szása Privalov, a fiatal leningrádi programozó nyaralni megy, amikor egy erdőben felvesz két stoppost, akikről kiderül, hogy a közeli helyi intézet alkalmazottai. A két férfi felajánlja, hogy Privalov dolgozzon az ő cégüknél, és azt is elintézik, hogy Szása ne az autójában aludjon, hanem fedett helyen egy házban. Este azonban kiderül, hogy a programozó egy felettébb különös helyre került. A varázslatos tükör, egy hatalmas beszélő kandúr, egy kútban élő csuka, amely a férfi vágyainak teljesítését kínálja, a valóságnak érzékelt furcsa álmok Privalov számára elsősorban érdekes anyagnak tűnnek kíváncsiságának kielégítésére. A településen is folyamatosan szokatlan események zajlanak, Privalov pedig fokozatosan arra a következtetésre jut, hogy ezeknek a furcsa, szürreális dolgoknak mégis bele kell illeszkedniük valamilyen rendszerbe.
A második részre körülbelül hat hónappal az első rész után kerül sor. Szása már az észak-oroszországi Szolovecben működő szupertitkos BOVATKI (Boszorkányság és Varázslat Tudományos Kutatóintézete) munkatársa.
Ebben a különös intézetben nagy tudású, tapasztalt szakemberek, boszorkányok és varázslók dolgoznak, de szőrszálhasogató bürokraták is megtalálhatók. A néha egymással is vetélkedő munkatársak hasznos vagy teljesen haszontalan dolgokkal kísérleteznek. A mágiát kutatják a szovjet szocializmus körülményei között, ahol a tervgazdálkodás miatt időnként hiányoznak a legfontosabb alapanyagok, és a szervezés sem tökéletes. Gyakran előfordulnak a kutatások közben balesetek, amiket természetesen el kell titkolniuk. A munkatársak a fafejű bürokrata főnök által biztosított rendkívül szűk keretek között próbálnak kreatívak lenni, hogy néha egyáltalán valamit valóban kutatni tudjanak.
Olyan emberek jöttek ide, akik jobban érezték magukat együtt, mint külön-külön, akik ki nem állhatták a vasárnapokat, mert vasárnap unatkoztak. Mágusok, nagy kezdőbetűs Emberek, s a jelszavuk ez volt: „A hétfő szombaton kezdődik.”
Szilveszterkor Szása, aki a kutatóintézet számítógépes központjának vezetője, továbbra is szolgálatban marad az intézetben. Kulcsokat fogad el minden osztályvezetőtől. Színes és borzongató karakterek egész sora jelenik meg: Fjodor Szimeonovics Kivrin és Cristobal Josévics Junta a figyelemreméltó mágusok, a kioktató és korlátolt Mogyeszt Matvejevics Kamnojedov igazgatóhelyettes, az opportunisták: Merlin és Amvroszij Ambroiseovics Vibegallo. Az intézet igazgatója, Janus Poluektovics Nyevsztrujev is felkeresi a rendszergazdát (méghozzá egyszerre két inkarnációként: H-Janus és T-Janus alakjában).
Igen, ők ismertek valamilyen varázsigéket, a vizet borrá tudták változtatni, s bárki közülük könnyűszerrel jóllakatott volna ezer embert öt kenyérrel. De nem ezért voltak mágusok. Ez csak a máz, külsőség. Azért voltak mágusok, mert nagyon sokat tudtak, olyan sokat, hogy a mennyiség náluk végül minőségbe csapott át, és ők más viszonyba kerültek a világgal, mint a közönséges emberek. Olyan intézetben dolgoztak, amely elsősorban az emberi boldogsággal és az emberi élet értelmével foglalkozott, de még közülük sem tudta senki pontosan, mi a boldogság, mi az élet értelme.
Ezután Privalov sétát tesz az intézet körül, kezdve az alagsorban található Vivariumtól, amely veszélyes varázslatos és mitológiai lényekkel teli, a Lineáris Boldogság, az Élet Értelme, az Abszolút Tudás, a Jóslás és Jövendölés, a Védelmi Mágia, az Örök Fiatalság és az Egyetemes Átváltozások osztályain át.
A kitérő Vityka Kornyejev laboratóriumában ér véget, ahol kiderül, hogy Szása barátja egyáltalán nem hagyta abba a munkáját. Eredetileg dublőrt (másolatot) készített magáról, hogy az folytassa a megkezdett kísérletet, de a replikáns gyenge munkaerőnek bizonyult, ezért a mágus inkább elküldte maga helyett mulatozni egy baráti társaságba. Privalov megpróbálja Kornyejevet hazaküldeni, de nem tud megbirkózni a gyakorlott, lelkes varázslóval, aki a kutatásainak él. Miután otthagyta Kornyejev laboratóriumát, azt tapasztalja, hogy az egész intézet tele van alkalmazottakkal, akik ahelyett, hogy otthon ünnepelnék az új évet, inkább visszatértek a kutatóhelyükre, hogy folytassák a munkájukat.
Az általános ünnepi légkört megszakítja Vibegallo professzor újabb „tudományos sikere”, a laboratóriumában „kikelt” egy autoklávból egy kadáver, egy új kísérleti ember. A modell kívülről Vibegallo professzor másolata, és egyetlen képessége az, hogy mindent meg tud enni. A professzort sürgősen behívják az intézménybe, aki a sajtó képviselőivel jelenik meg a laboratóriumban. Kiderül, hogy a professzor az „eszményi ember” létrehozásának megvalósítását tűzte ki célul, és a kutatás már elérte a közbenső szakaszát. A modell sikeresen bizonyítja, hogy kielégítve gyomorigényeit: rengeteget képes enni. Vibegallo demagógként beszél arról, hogy az anyagi szükségletek kielégítése a személyes fejlődés és a szellemi növekedés útja. Végül a kadáver egyszerűen szétrobban, a professzor szerint azonban a teszt sikeres volt, és nagy reményeket támaszt a következő szintű modellre: „egy teljesen elégedett ember modelljére”. A következő példány a mágia segítségével képes lesz kielégíteni minden anyagi szükségletét, ezért a professzor feltételezése szerint „szellemi óriás” lesz.
Az intézet igazgatójával folytatott találkozón megvitatják, hogy hol folytatódjon Vibegallo kísérlete. A professzor ismét a laboratóriumban akar tesztelni, sokan viszont vitába szállnak vele. Janus Poluektovics úgy dönt, hogy a tesztet a 15 km-re lévő kísérleti telepen kell végrehajtani, mivel a kísérletet jelentős károk kísérhetik. Valamilyen okból Nyevsztrujev előre köszönetet mond a Roman Ojra-Ojrának találékonyságáért és bátorságáért. Pontosan ez történik, az ideális fogyasztó hatalmas modellje közvetlenül a születés után elszabadul, megszerzi magának azokat az anyagi értékeket, amelyeket mágikus képességeivel elérhet, és megpróbálja görbíteni a teret, látszólag annak érdekében, hogy környezetében mindenhatóságot szerezzen. A kataklizmát Roman Ojra-Ojra akadályozza meg, aki az ideális fogyasztóra egy dzsinnt dob, ami végez a szörnyszülöttel.
A harmadik részben – pár nappal a a kudarcba fulladt kísérlet után – Privalov segít Louis Ivanovics Nyergesov professzornak egy előadáson. Egy időgép kipróbálására nem volt önként jelentkező, Szása azonban elvállalta, hogy útnak indul a múltba vagy a jövőbe. Az informatikus a tudományos fantasztikus írók által leírt jövő felé indul.
Privalov és barátai tanúi lesznek egy beszélő papagáj furcsa halálának. A zöld madár Janus Poluektovics irodájából érkezett. Kiderül, hogy a pusztulás az elmúlt két napban is bekövetkezett. Másnap azonban ugyanaz a papagáj újra megjelenik. Ojra-Ojra, Kornyejev és Privalov elkezdik tanulmányozni ezt a jelenséget, és hosszú vita után rádöbbennek, hogy ez mással nem magyarázható, csak az ellenkező irányban mozgó idővel. Ez az elmélet nem csak a papagájjal kapcsolatos eseményeket magyarázza meg, hanem a Janus Poluektovics Nyevsztrujevhez kapcsolódó összes szokatlan körülményt is. Roman felfedi az 1908-ban Szibéria középső részén történt titokzatos Tunguszkai esemény titkát is.

## Utalások
A könyv számos hivatkozást tartalmaz közismert orosz népmesékre, gyermektörténetekre, mitológiai alakokra: többek között, Baba-Jaga (Баба-Яга), a beszélő macska, a szláv sárkány, griffmadár, dzsinnek, vámpírok, hárpiák, ördögök, Gólem, Káin. Szerepet kap a regényben kacsalábon forgó vár, alakváltoztató könyv, láthatatlanná tévő sapka, varázspálca is. Ezek a lények, emberek, tárgyak a tudományos kutatás tárgyaként vagy az intézet tagjaként szerepelnek.

## Szereplők
- Alekszandr Ivanovics Privalov, Szása, programozó
- Viktor Pavlovivs Kornyejev (Vityka), Szása barátja
- Roman Ojra-Ojra, Szása barátja
- Janus Poluektovics Nyevsztrujev, igazgató
- Mogyeszt Matvejevics Kamnojedov, az adminisztratív és gazdasági ügyekkel foglalkozó igazgatóhelyettes
- Gyomin Kerberosz Csahovics, a személyzeti osztály vezetője
- Fjodor Szimeonovics Kivrin, a nagy mágus és jövendőmondó
- Cristobal Josévics Junta, az Élet Értelme osztály vezetője
- Amvroszij Ambroise-ovics Vibegallo, a tudományok doktora
- Magnusz Fjodorovics Regykin, a fekete mágia baccalaureusa
- Gorinics Naina Kijevna, anyóka
- Melegházi B. és Vesébelátó G., a megyei újság két tudósítója
- Stella, boszorkánygyakornok
- Tyihon, háziszellem
- Alfred, idős vámpír
- Vaszilij kandúr

## Magyarul
- Nehéz istennek lenni / A hétfő szombaton kezdődik (Kossuth Kiadó, Budapest, 1971, fordította: Gellért György, illusztrálta: Würtz Ádám)
- A hétfő szombaton kezdődik (Galaktika Fantasztikus Könyvek, Metropolis Media, Budapest, 2012, fordította: Gellért György) ISBN 9786155158100
- A hétfő szombaton kezdődik (Metropolis Media, Budapest, 2014, fordította: Gellért György, E-könyv) ISBN 9786155158674

## Feldolgozások
- 1965-ben a könyv alapján tévéjátékot készítettek.
- A Varázslók[3] című tévéfilm (1982) eredetileg a regény második részének adaptálása. Konstantin Bromberg rendező azonban a forgatókönyvet elsősorban a társadalmi kommentárok miatt elutasította, és a dramaturgoknak romantikus komédiává kellett átírniuk a történetet. Ennek eredményeként a film szinte semmilyen hasonlóságot nem mutatott a regénnyel.
- 2015-ben a Teterin Filmstúdió megszerezte az adaptáció jogát, és a könyv alapján tervezi egy játékfilm bemutatását.

## Fordítás
- Ez a szócikk részben vagy egészben  a   Monday Begins on Saturday című angol Wikipédia-szócikk ezen változatának fordításán alapul.  Az eredeti cikk szerkesztőit annak laptörténete sorolja fel. Ez a jelzés csupán a megfogalmazás eredetét és a szerzői jogokat jelzi, nem szolgál a cikkben szereplő információk forrásmegjelöléseként.